# Frank Walus
Frank Walus (29 de julio de 1922 – 17 de agosto de 1994) nació en Polonia, trabajó en Alemania durante la Segunda Guerra Mundial y emigró a los Estados Unidos a mediados de 1940. Finalmente se estableció en Chicago, donde trabajó en una fábrica de autos hasta su retiro en 1972. Dos años después, Walus fue acusado por Simon Wiesenthal de haber colaborado con la  Gestapo durante la guerra. La consiguiente batalla judicial fue presidida por Julius J. Hoffman y fue relativamente compleja. Durante el caso más de una docena de testigos habían implicado a Walus en los asesinatos de aproximadamente dos docenas de ciudadanos polacos, incluyendo infantes, y las muertes de judíos en los pueblos polacos de Częstochowa y Kielce. Walus perdió la primera instancia del caso. Consecuentemente fue despojado de su ciudadanía estadounidense y se ordenó su deportación. 
De todas maneras, se dijo que había discrepancias en el caso. Por ejemplo, Walus no cumplía con la descripción de un hombre alto e instruido, mientras que algunos testimonios de testigos fueron considerados inconsistentes. Walus presentó evidencias para impugnar la declaración de Wiesenthal, la cual la corte consideró concluyente. Como consecuencia, el Departamento de Justicia de los Estados Unidos revocó su decisión, abandonó el juicio y le pagó a Walus 34.000 dólares por costos legales.
El caso Walus es considerado importante por dos razones principales. En primer lugar, ha sido usado como evidencia para desacreditar el trabajo de Simon Wiesenthal y el uso de testimonios de testigos oculares que no han sido corroborados en tales casos. De hecho, en ocasiones ha sido una cause célèbre para los revisionistas que niegan el Holocausto, con declaraciones exageradas que Walus fue acusado por Wiesenthal de ser ser un oficial de la Gestapo o inclusive ser la Bestia de Kielce, aunque esta última asociación también puede ser encontrada en la prensa masiva.
Alternativamente, otros declaran que en lugar de desacreditar a Wiesenthal, el caso ilustra que el Departamento de Justicia de los Estados Unidos no ha demostrado suficiente disposición por atrapar sospechos de ser nazis y que el caso fue cerrado demasiado pronto por razones políticas. Por ejemplo, el inspector israelí encargado de los crímenes de guerra nazis Menachem Russek, criticó el Departamento de Justicia por su decisión de no reabrir el caso.
Cualesquiera que sean los méritos del caso o la controversia, el juicio tuvo un impacto negativo en Walus, quien declaró haber sido atacado físicamente en numerosas ocasiones.
Frank Walus falleció el 17 de agosto de 1994 luego de varios ataques cardíacos.